# Партија за слободу (Холандија)
Партија за слободу (хол. Partij voor de Vrijheid, PVV) је холандско десничарско-популистичка партија. После избора одржаних у децембру 2023. године, је најјача политичка странка у Холандији.
Основана је 2005. као партија окупљена око Герта Вилдерса (Geert Wilders), који међутим није њен члан. Он и даље учествује на изборима као једини кандидат такозване Вилдерсове групе (Groep Wilders). Један од мотива за оснивање партије су била убиства Теа ван Гога и Пима Фортујна са којима је Вилдерс делио сличне политичке ставове.
Идеолошки, ова партија пропагира политику асимилације имиграната, уместо интеграције, и спада у евроскептичне партије. Вилдерс и Партија за слободу су снажни противници турске кандидатуре за улазак у ЕУ.
Партија за слободу се обично не класификује као неонацистичка због позитивних ставова о Израелу, али су остале ставке њене политике блиске тој идеологији. Вилдерс је познат по изјавама да не мрзи муслимане, али мрзи Ислам, да би муслимани који желе да остану у Холандији морали да се одрекну већег дела Курана, те да би Мухамед у данашње време био ухапшен као терориста. Јавно је изнео став да би Куран требало забранити као фашистичку књигу као што је забрањен Мајн кампф. Предложио је акцизу за ношење традиционалних муслиманских марама у износу од 1500 евра годишње. Заступа идеју о забрани имиграције у Холандију муслиманима као и плаћања онима који су већ насељени у Холандији да одатле оду. У кампањи се служио застрашивањем да ће, уколико његови ставови о Исламу не буду прихваћени, Европа и Холандија убрзо постати „Еурабија и Холандабија“.

## Странка и програм
Основана 22. фебруара 2006. године иступањем многих функционера на челу са Хертом Вилдерсом из конзервативне Народне странке слободе и демократије (PvdV).
Партија је освојила девет посланичких места (5,9%) на изборима 2006. за парламент Холандије. На изборима за Европски парламент 2009, партија је освојила 4 од 25 холандских места. На изборима 2010. партија је освојила 24 места (15,5%) у парламенту Холандије по чему је трећа најјача странка.
Холандска партија слободе жели да од Холандије направи земљу како стоји у њиховом програму браниоца традиционалне Европе која чува своје најдраже благо, а то је јудео-хришћанство.
Странка се противи ултра-либералном начину живота у Холандији, који подразумевају легализованост проституције, опијата и осталог.
Холандска партија слободе има тренутно 10 од укупно 120 посланика у Холандској скупштини. Најбољи резултат на државном нивоу странка је освојила 2006. године, када је имала 29 од 150 посланика.
На изборима за Европски парламент 2009. године, Холандска партија слободе је освојила 4 посланичка места и заузела друго место у Холандији после конзервативаца.
Холандска партија слободе се противи пријему Турске у ЕУ, и сматра да сарадња европских земаља може бити само економска и никаква друга.

### Резултати
| Избори | # гласова | % од важећих | # посланика | Влада                   |
| ------ | --------- | ------------ | ----------- | ----------------------- |
| 2006.  | 579.490   | 5.89%        | 9 / 150     | опозиција               |
| 2010   | 1.454.493 | 15.45%       | 24 / 150    | подршка мањинској влади |
| 2012   | 950.263   | 10.08%       | 15 / 150    | опозиција               |
| 2017   | 1.372.941 | 13.06%       | 20 / 150    | опозиција               |
| 2021   | 1.125.022 | 10.81%       | 17 / 150    | опозиција               |
| 2023   | 2.450.878 | 23.49%       | 37 / 150    | преговори у току        |

## Лидер и странке
Лидер Холандске партије слободе Херт Вилдерс рођен је 6. септембра 1963. године у холандском градићу Венлу близу границе са Немачком. Његов отац је побегао из Немачке за време власти нациста и Херт Вилдерс сумња да је његов отац био Јевреј, али никада то није сазнао. Након завршене школе желео је да отпутује у Аустралију и настави школовање, али је због недостатка новца отишао у Израел. Тамо је провео неколико година радећи у разним фирмама, једно време је боравио и у арапским земљама. У Израелу је према сопственом призању стекао праве пријатеље међу Јеврејима.
Иако се његова странка залаже за поштовање хришћанства, или како Вилдерс воли да каже јудео-хришћанства, он је по опредељењу атеиста.
Политиком је активно почео да се бави 1996. године када је изабран за члана градског савета у Утрехту. Након тога више пута је биран у холандски парламент на листи Народне странке слободе и демократије, коју је напустио 2006. године.
Познат је по томе што је објавио антимуслимански филм под називом Фитна, у којем се текстови из Курана повезују са тероризмом и антисемитизмом, исламски пророк Мухамед оптужује за писање књиге у пијаном и несвесном стању, а сам Куран описује као ратни план исламиста који желе да покоре хришћанство и остали слободни свет.
Вилдерс је изложен сталним притисцима због његове политичке мисли, и креће се у пратњи великог броја телохранитеља. Такође, због његових политичких ставова забрањен му је улазак у Уједињено Краљевство од стране тамошње власти.
Вилдерс је једном приликом рекао да жели да сруши ЕУ изнутра. Он сматра да су ЕУ, ислам и имиграција зла човечанства. Управо његовом заслугом Холанђани су на референдуму 2005. године одбацили Устав ЕУ. Више Холандије, мање Европе — изјавио је тада Вилдерс.
Сваки човек који жели да пошаље поруку да је ЕУ у свом садашњем облику бескорисна, може то да учини тако што ће гласати за мене — рекао је Вилдерс поводом избора за европски парламент 2009. године.
Присталице Херта Вилдерса кажу да он није расиста, већ реалиста.